# Russischer Triathlon-Verband

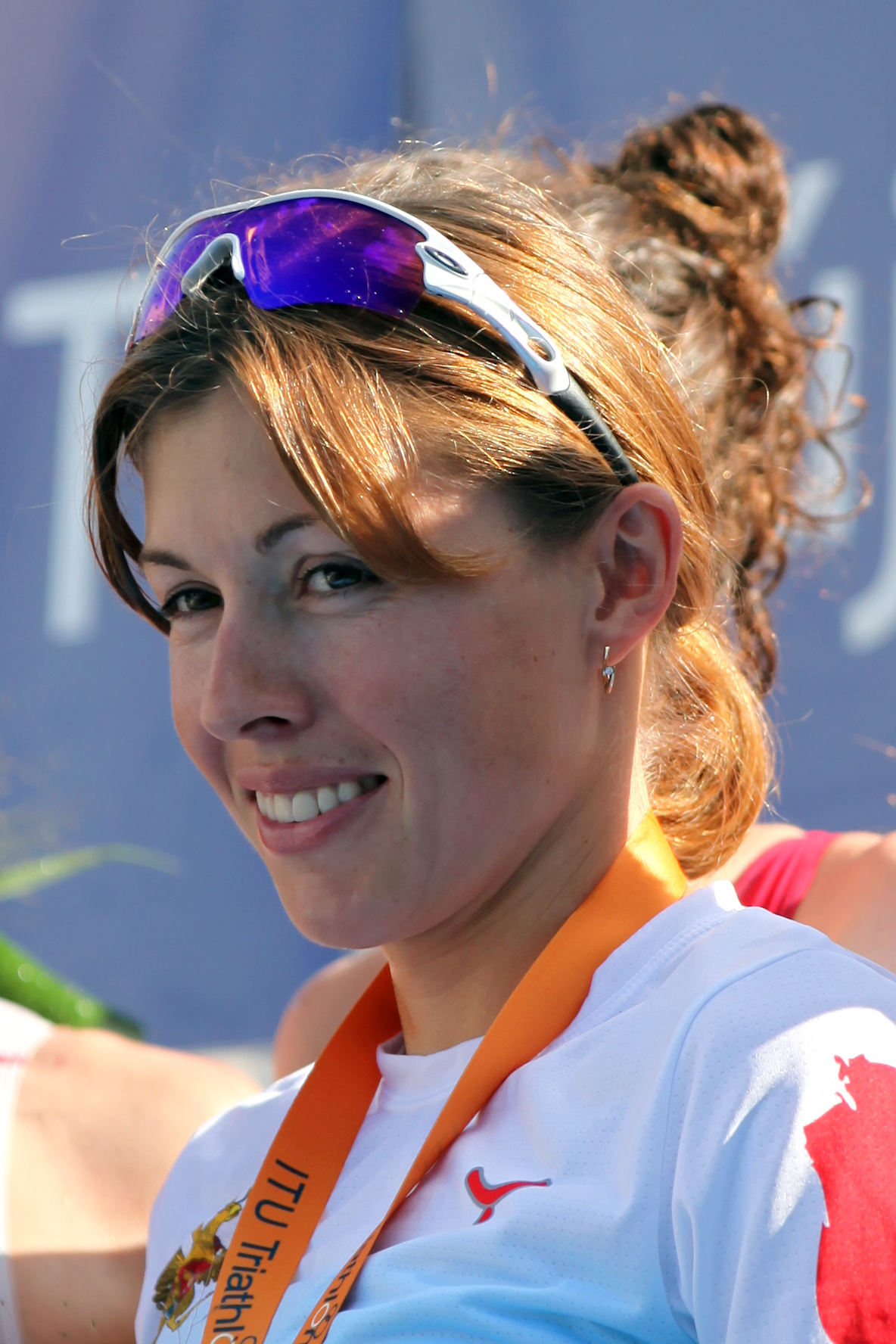
Irina Abyssowa – fünffache Staatsmeisterin Triathlon (2003–2014) und Wintertriathlon (2005)

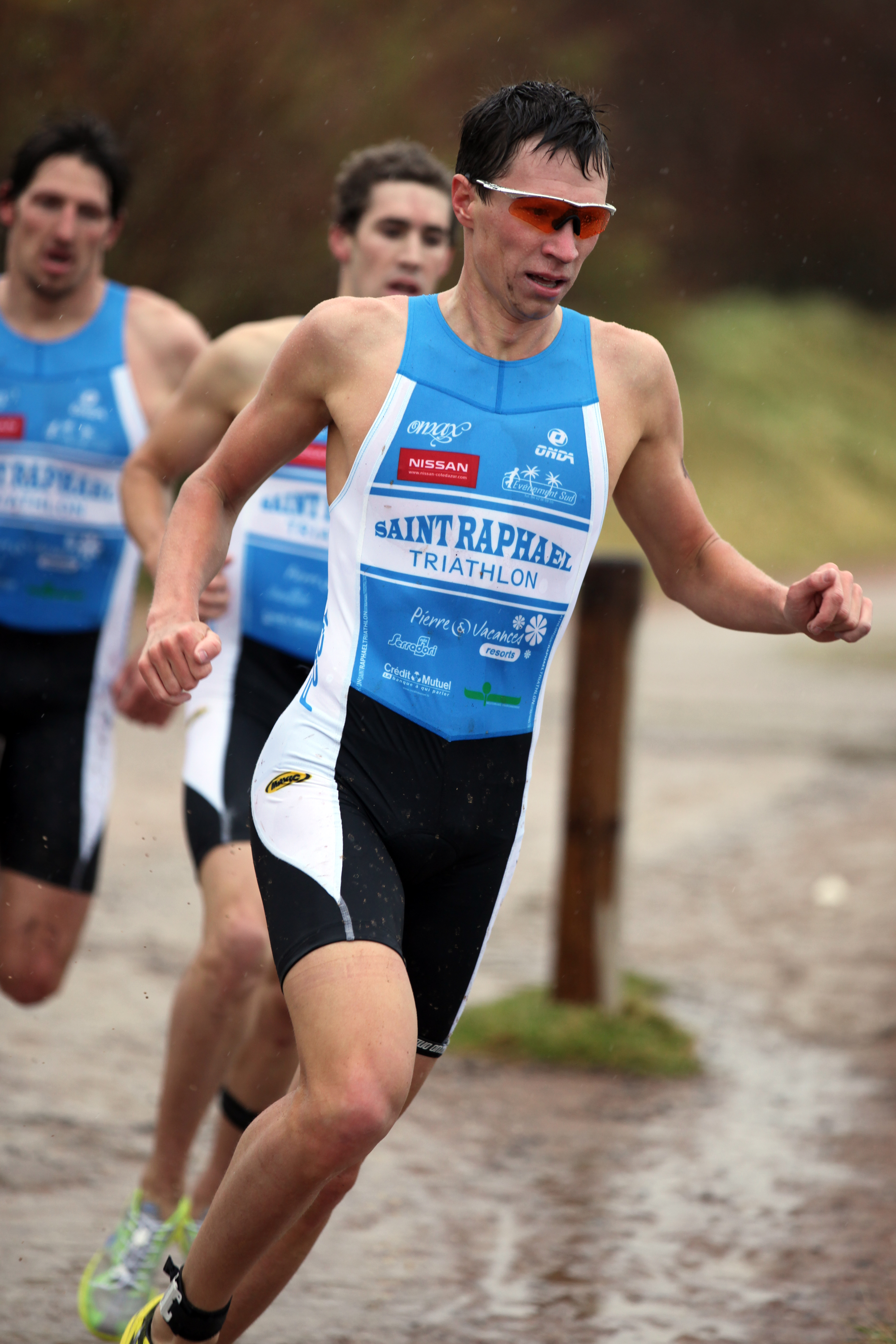
Dmitri Poljanski – vierfacher Staatsmeister Triathlon Kurzdistanz (2007–2019), Mitteldistanz (2021) und Duathlon (2021)

Der Russische Triathlon-Verband (russ. Федерация триатлона России; auch FTR oder RTV) ist der Dachverband aller russischen Triathlon- und Duathlon-Vereine und vertritt Russland in der ITU.

## Organisation
Präsident des RTV war Sergej Bystrow (russ. Сергей Алексеевич Быстров, * 13. April 1957 im Bezirk Twer). 2000 war Bystrow stellvertretender Wahlkampfleiter für Wladimir Putin im Bezirk Twer. 2001 bis 2004 war er Vizeminister für Arbeit und Soziale Entwicklung, seit 2004 arbeitet er in verschiedenen leitenden Positionen im Verkehrsministerium und ist u. a. für Infrastruktur und Logistik der Olympischen Spiele in Sotschi zuständig.
2016 wurde Pjotr Iwanow zum Präsidenten gewählt. Im Dezember 2020 übernahm Xenija Schoigu, Tochter des Verteidigungsministers Sergei Schoigu, dieses Amt; Iwanow wurde Präsident der Russischen Leichtathletik-Föderation.

### Athletensperre 2022
Die ITU wie auch die Ironman-Group schließen im März 2022 nach dem russischen Überfall auf die Ukraine alle russischen Athleten von den Wettkämpfen aus.

## Russische Staatsmeister
In Russland werden jährlich an verschiedenen und wechselnden Orten nationale Meisterschaften auf verschiedenen Distanzen ausgetragen:
- Triathlon (Sprint-, Kurz-, Mittel- und Langdistanz)
- Duathlon
- Cross-Triathlon
- Winter-Triathlon
- Aquathlon

### Triathlon Sprintdistanz
Elite
| Datum/Jahr   | Ort | Nationaler Meister Sprint-Triathlon | Zweiter Platz | Dritter Platz   |
| ------------ | --- | ----------------------------------- | ------------- | --------------- |
| 4. Juni 2016 |     | Wladimir Turbajewski                | Iwan Tutukin  | Ruslan Terekhov |

| Jahr | Nationale Meisterin Sprint-Triathlon | Zweiter Platz     | Dritter Platz   |
| ---- | ------------------------------------ | ----------------- | --------------- |
| 2016 | Valentina Zapatrina                  | Ekaterina Matiukh | Arina Schulgina |

### Triathlon Kurzdistanz
Elite
| Datum/Jahr    | Ort        | Nationaler Meister Triathlon Kurzdistanz | Zweiter Platz         | Dritter Platz        |
| ------------- | ---------- | ---------------------------------------- | --------------------- | -------------------- |
| 3. Juli 2021  | Belovo     | Grigory Antipov -2-                      | Ilya Prasolov         | Georgiy Klimenko     |
| 8. Aug. 2020  | Almetjewsk | Grigory Antipov                          | Dmitry Poljanski      | Ilya Prasolov        |
| 22. Juni 2019 | Almetjewsk | Dmitri Poljanski -6-                     | Anton Ponomarev       | Denis Wassiljew      |
| 30. Juni 2018 | Yaroslavl  | Wladimir Turbajewski -2-                 | Alexander Brjuchankow | Dmitri Poljanski     |
| 3. Juni 2017  | Izhevsk    | Dmitri Poljanski -5-                     | Igor Poljanski        | Denis Wassiljew      |
| 27. Aug. 2016 | Pensa      | Dmitri Poljanski -4-                     | Wladimir Turbajewski  | Denis Wassiljew      |
| 6. Juni 2015  | Sochi      | Alexander Brjuchankow                    | Dmitry Poljanski      | Wladimir Turbajewski |
| 19. Juli 2014 | Yaroslavl  | Dmitri Poljanski -3-                     | Wladimir Turbajewski  | Anton Kozlov         |
| 18. Aug. 2013 | Pensa      | Dmitri Poljanski -2-                     | Wladimir Turbajewski  | Andrei Brjuchankow   |
| 13. Juni 2010 | Pensa      | Wladimir Turbajewski                     | Iwan Wassiljew        | Julian Malyshev      |
| 2009          |            |                                          |                       |                      |
| 2007          | Pensa      | Dmitri Poljanski                         | Ivan Tutukin          | Cyril Goldovsky      |
| 2003          |            |                                          |                       |                      |

| Jahr | Nationale Meisterin Triathlon Kurzdistanz | Zweiter Platz           | Dritter Platz        |
| ---- | ----------------------------------------- | ----------------------- | -------------------- |
| 2021 | Walentina Rjassowa                        | Yuliya Golofeeva        | Diana Isakova        |
| 2020 | Anastasia Gorbunova                       | Walentina Rjassowa      | Elena Danilova       |
| 2019 | Alexandra Razarenova -2-                  | Anastasia Gorbunova     | Elena Danilova       |
| 2018 | Elena Danilova -3-                        | Alexandra Razarenova    | Anastasia Gorbunova  |
| 2017 | Elena Danilova -2-                        | Anastassija Abrossimowa | Marija Schorez       |
| 2016 | Anastassija Abrossimowa                   | Alexandra Razarenova    | Marija Schorez       |
| 2015 | Alexandra Razarenova                      | Valentina Zapatrina     | Marija Schorez       |
| 2014 | Irina Abyssowa -5-                        | Alexandra Razarenova    | Marija Schorez       |
| 2013 | Elena Danilova                            | Irina Abyssowa          | Alexandra Razarenova |
| 2010 | Irina Abyssowa -4-                        | Alexandra Razarenova    | Olga Dmitrieva       |
| 2009 | Irina Abyssowa -3-                        |                         |                      |
| 2007 | Irina Abyssowa -2-                        | Evgenia Matveeva        | Anna Boykova         |
| 2003 | Irina Abyssowa                            |                         |                      |

### Triathlon Mitteldistanz
Elite
| Datum/Jahr    | Ort             | Nationaler Meister Triathlon Mitteldistanz | Zweiter Platz      | Dritter Platz      |
| ------------- | --------------- | ------------------------------------------ | ------------------ | ------------------ |
| 21. Aug. 2021 | Altaiskoe       | Dmitri Poljanski                           | Bogdan Kovalenko   | Denis Wassiljew    |
| 2. Juli 2017  | Bronnitsy       |                                            |                    |                    |
| 19. Juni 2016 | St. Petersburg  | Iwan Tutukin                               | Artem Parienko     | Nikolay Yaroshenko |
| 2. Aug. 2014  | Nizhny Novgorod | Artem Parienko -2-                         | Nikolay Yaroshenko | Denis Wassiljew    |
| 20. Juli 2013 | Vyborg          | Artem Parienko                             | Nikolay Yaroshenko | Maxim Kuzmin       |

| Jahr | Nationale Meisterin Triathlon Mitteldistanz | Zweiter Platz           | Dritter Platz          |
| ---- | ------------------------------------------- | ----------------------- | ---------------------- |
| 2021 | Maria Gosteva                               | Oksana Rybakova         | Margarita Ovsyannikova |
| 2017 | Arina Shulgina                              | Inna Tutukina           | Olga Dmitrijewa        |
| 2014 | Olga Dmitrijewa                             | Margarita Ovsyannikova  | Zoya Frolova           |
| 2013 | Valentina Zapatrina                         | Anastassija Poljanskaja | Zoya Kasheeva          |

### Triathlon Langdistanz
Elite
| Datum/Jahr   | Ort     | Nationaler Meister Triathlon Langdistanz | Zweiter Platz | Dritter Platz    |
| ------------ | ------- | ---------------------------------------- | ------------- | ---------------- |
| 9. Okt. 2021 | Sotschi | Alexey Kalistratov                       | Georgy Kaurov | Ivan Kalashnikov |

| Jahr | Nationale Meisterin Triathlon Langdistanz | Zweiter Platz   | Dritter Platz |
| ---- | ----------------------------------------- | --------------- | ------------- |
| 2021 | Inna Egorova                              | Vera Kolechkina | –             |

### Duathlon
Elite
| Datum/Jahr    | Ort         | Nationaler Meister Duathlon | Zweiter Platz    | Dritter Platz     |
| ------------- | ----------- | --------------------------- | ---------------- | ----------------- |
| 4. Sep. 2021  | Krasnoyarsk | Dmitri Poljanski            | Ilia Krivets     | Nikolay Larin     |
| 3. Sep. 2017  | Krasnoyarsk | Anton Kozlov                | Andrey Moiseenko | Denis Seliverstov |
| 20. Aug. 2016 | Saratov     | Iwan Tutukin                | Andrey Moiseenko | Igor Andreev      |
| 20. Sep. 2013 |             | Wladimir Turbajewski        | Sergey Yakovlev  | Andrey Moiseenko  |

| Jahr | Nationale Meisterin Duathlon | Zweiter Platz           | Dritter Platz        |
| ---- | ---------------------------- | ----------------------- | -------------------- |
| 2021 | Arianna Bliasova             | Anastassija Protassenja | Anastasia Abrosimova |
| 2017 | Anastassija Protassenja      | Evgenia Sukhoruchenkova | Anastasiya Vasilyeva |
| 2016 | Arina Schulgina -2-          | Margarita Ovsyannikova  | Elena Lebedeva       |
| 2013 | Arina Schulgina              | Alexandra Rasarjonowa   | Elena Lebedeva       |

### Cross-Triathlon
Elite
| Datum/Jahr    | Ort             | Nationaler Meister Cross-Triathlon | Zweiter Platz  | Dritter Platz   |
| ------------- | --------------- | ---------------------------------- | -------------- | --------------- |
| 16. Juni 2019 | Verkhoshizhemye | Pawel Andrejew -3-                 | Igor Minchenko | Iwan Wassiljew  |
| 23. Juni 2018 | Verkhoshizhemye | Pawel Andrejew -2-                 | Sergey Khazov  | Artem Kozlowski |
| 26. Juni 2016 |                 | Pawel Andrejew                     | Maxim Kuzmin   | Ivan Titov      |

| Jahr | Nationale Meisterin Cross-Triathlon | Zweiter Platz          | Dritter Platz       |
| ---- | ----------------------------------- | ---------------------- | ------------------- |
| 2019 | Darja Rogosina -2-                  | Marina Belozertseva    | Julija Surikowa     |
| 2018 | Darja Rogosina                      | Marina Belozertseva    | Yulia Surikova      |
| 2016 | Julija Surikowa                     | Margarita Ovsyannikova | Marina Belozertseva |

### Winter-Triathlon
Elite
| Datum/Jahr    | Ort         | Nationaler Meister Winter-Triathlon | Zweiter Platz   | Dritter Platz   |
| ------------- | ----------- | ----------------------------------- | --------------- | --------------- |
| 27. Feb. 2016 | Saratov     | Pawel Andrejew -3-                  | Dmitriy Bregeda | Pavel Yakimov   |
| 14. März 2015 | Berezniki   | Pawel Andrejew -2-                  | Dmitriy Bregeda | Evgeny Kirillov |
| 15. März 2014 | Asbest City | Pawel Andrejew                      | Dmitriy Bregeda | Evgeny Kirillov |
| 2005          |             |                                     |                 |                 |

| Jahr | Nationale Meisterin Winter-Triathlon | Zweiter Platz       | Dritter Platz        |
| ---- | ------------------------------------ | ------------------- | -------------------- |
| 2016 | Varvara Sosnova                      | Madi Vasilina       | Yulia Bayguzova      |
| 2015 | Olga Parfinenko                      | Tatiana Strokova    | Stefania Shamshurina |
| 2014 | Margarita Ovsyannikova               | Tatiana Charochkina | Elena Lebedeva       |
| 2005 | Irina Abyssowa                       |                     |                      |

### Aquathlon
Elite
| Datum/Jahr    | Ort          | Nationaler Meister Aquathlon | Zweiter Platz     | Dritter Platz     |
| ------------- | ------------ | ---------------------------- | ----------------- | ----------------- |
| 28. Aug. 2021 | Kasan        | Anton Ponomarev              | Denis Seliverstov | Mikhail Bastrakov |
| 17. Aug. 2019 | Tscheboksary | Anton Kozlov -3-             | Denis Seliverstov | Andrey Alypov     |

| Jahr | Nationale Meisterin Aquathlon | Zweiter Platz                        | Dritter Platz        |
| ---- | ----------------------------- | ------------------------------------ | -------------------- |
| 2021 | Alexandra Razarenova          | Anastassija Alexandrowna Abrossimowa | Alevtina Stetsenko   |
| 2019 | Valentina Zapatrina           | Olga Alexejewna Dmitrijewa           | Veronika Srurtdinova |

## Nationalteam 2011
- Elite / Männer: Alexander Brjuchankow, Iwan Wasilijew, Julian Malyschew, Walentin Meschtscherjakow, Artem (Artjom) Parienko, Wjatscheslaw Pimenow, Dmitri Poljanski, Wladimir Turbajewski, Ivan Tutukin

Reserve: Andrei Brjuchankow, Denis Wassilijew, Iwan Kalaschnikow, Anton Koslow, Andrei Lyazkiy, Igor Poljanski, Anatoli Fedotow, Dmitri Esaulov
- Elite / Frauen: Irina Abyssowa, Anna Burowa, Elena Danilowa, Olga Dmitrijewa, Ljubow Iwanowskaja, Anastassija Sergejewna Poljanskaja, Alexandra Rasarjonowa

Reserve: Jewgenija Suchorutschenkowa, Swetlana Uschakowa, Natalja Schljachtenko, Marija Schorez, Arina Schulgina
- U23 / Männer (Юниоры): Pawel Agapow, Georgi Kaurow, Wladimir Kostelzew, Maxim Nikiforow, Denis Seliwerstow, Dmitri Chabibullin, Daniil Chwatow, Alexei Chmelewskij
- U23 / Frauen (Юниорки): Olga Agapowa, Alena (Aljona) Adanitschkina, Anastasia Wassiliewa, Soya Katschejewa, Anastassija Protassenja, Anastassija Uwarowa

- Junioren (Юноши): Jegor Astachow, Dmitri Barusdin, Ilja Widinejew, Dmitri Litwjakow, Michail Nesnamow, Ilja Prasolow, Alexander Schtscherbinin, Swjatoslaw Jurgel
- Juniorinnen (Девушки): Anastassija Gorbunowa, Jewgenija Salogina, Maria Molyarowa, Alena (Aljona) Poluchanowa, Jekaterina Rodkina, Anastassija Schachmatowa

## Weltmeisterschaften (Elite)
Im Jahr vor den Olympischen Spielen in London hatten sich bei den letzten Weltmeisterschaften drei Triathleten als größte Olympiahoffnungen herauskristallisiert: Alexander Brjuchankow und Dmitri Poljanski bei den Herren, die Altmeisterin Irina Abyssowa bei den Frauen.
| Jahr                                | russische Triathleten                  | russische Triathletinnen                  |
| ----------------------------------- | -------------------------------------- | ----------------------------------------- |
| Weltmeisterschaftsserie 2022        | (keine russischen Athleten zugelassen) | (keine russischen Athletinnen zugelassen) |
| Weltmeisterschaftsserie 2017        |                                        | Marija Sergejewna Schorez (71. )          |
| Weltmeisterschaftsserie 2016        | Dmitri Poljanski (16.)                 | Anastasia Abrosimova (17. )               |
| Weltmeisterschaftsserie 2016        | Igor Poljanski (29.)                   | Marija Sergejewna Schorez (60.)           |
| Weltmeisterschaftsserie 2016        | Alexander Brjuchankow (82.)            | Alexandra Rasarjonowa (35.)               |
| Weltmeisterschaftsserie 2016        | Ilya Prasolov (114.)                   | Valentina Zapatrina (57.)                 |
| Weltmeisterschaftsserie 2016        | Wladimir Turbajewski (121.)            | Elena Danilova (64.)                      |
| Weltmeisterschaftsserie 2016        | Andrey Moiseenko (165.)                | Arina Schulgina (86.)                     |
| Weltmeisterschaftsserie 2016        | Iwan Wassiljew (170.)                  | Anastasia Gorbunova (131)                 |
| Weltmeisterschaftsserie 2016        | Yuliya Golofeeva (156.)                |                                           |
| Weltmeisterschaftsserie 2014        | Dmitri Poljanski (7.)                  | Alexandra Rasarjonowa (44.)               |
| Weltmeisterschaftsserie 2014        | Igor Poljanski (26.)                   | Marija Schorez (60.)                      |
| Weltmeisterschaftsserie 2014        | Alexander Brjuchankow (27.)            | Arina Schulgina (70.)                     |
| Weltmeisterschaftsserie 2014        | Wladimir Turbajewski (86.)             | Anna Burowa (79.)                         |
| Weltmeisterschaftsserie 2014        | Ivan Tutukin (91.)                     |                                           |
| Weltmeisterschaftsserie 2014        | Dmitry Rostyagaev (104.)               |                                           |
| Weltmeisterschaftsserie 2014        | Denis Wassiljew (112.)                 |                                           |
| Weltmeisterschaftsserie 2011        | Alexander Brjuchankow (5.)             | Irina Abyssowa (47.)                      |
| Weltmeisterschaftsserie 2011        | Dmitri Poljanski (8.)                  | Alexandra Rasarjonowa (62.)               |
| Weltmeisterschaftsserie 2011        | Artem Parienko (30.)                   | Marija Schorez (66.)                      |
| Weltmeisterschaftsserie 2011        | Iwan Wassilijew (31.)                  | Anna Burowa (84.)                         |
| Weltmeisterschaftsserie 2011        | Ivan Tutukin (32.)                     | Anastassija Poljanskaja (93.)             |
| Weltmeisterschaftsserie 2011        | Walentin Meschtscherjakow (46.)        | Ljubow Iwanowskaja (107.)                 |
| Weltmeisterschaftsserie 2011        | Igor Poljanski (49.)                   | Inna Zyhanok (117.)                       |
| Weltmeisterschaftsserie 2011        | Wladimir Turbajewski (52.)             |                                           |
| Weltmeisterschaftsserie 2011        | Julian Malyschew (97.)                 |                                           |
| Weltmeisterschaftsserie 2011        | Andrei Brjuchankow (133.)              |                                           |
| Weltmeisterschaftsserie 2010        | Alexander Brjuchankow (8.)             | Irina Abyssowa (52.)                      |
| Weltmeisterschaftsserie 2010        | Dmitri Poljanski (14.)                 | Alexandra Rasarjonowa (56.)               |
| Weltmeisterschaftsserie 2010        | Walentin Meschtscherjakow (17.)        | Anastassija Poljanskaja (64.)             |
| Weltmeisterschaftsserie 2010        | Wladimir Turbajewski (20.)             | Olga Dmitrijewa (88.)                     |
| Weltmeisterschaftsserie 2010        | Julian Malyschew (30.)                 | Jewgenija Suchorutschenkowa (102.)        |
| Weltmeisterschaftsserie 2010        | Ivan Tutukin (36.)                     |                                           |
| Weltmeisterschaftsserie 2010        | Iwan Wassilijew (45.)                  |                                           |
| Weltmeisterschaftsserie 2010        | Anton Tschutschko (84.)                |                                           |
| Weltmeisterschaftsserie 2010        | Igor Syssojew (104.)                   |                                           |
| Weltmeisterschaftsserie 2010        | Igor Poljanski (131.)                  |                                           |
| Weltmeisterschaftsserie 2009        | Dmitri Poljanski (9.)                  | Irina Abyssowa (30.)                      |
| Weltmeisterschaftsserie 2009        | Alexander Brjuchankow (11.)            | Olga Dmitrijewa (63.)                     |
| Weltmeisterschaftsserie 2009        | Julian Malyschew (15.)                 | Anastassija Poljanskaja (102.)            |
| Weltmeisterschaftsserie 2009        | Iwan Wassilijew (19.)                  |                                           |
| Weltmeisterschaftsserie 2009        | Wladimir Turbajewski (33.)             |                                           |
| Weltmeisterschaftsserie 2009        | Ivan Tutukin (38.)                     |                                           |
| Weltmeisterschaftsserie 2009        | Iwan Wassilijew (50.)                  |                                           |
| Weltmeisterschaftsserie 2009        | Artem Parienko (88.)                   |                                           |
| Weltmeisterschaftsserie 2009        | Igor Syssojew (92.)                    |                                           |
| BG-Weltmeisterschaft Vancouver 2008 | Igor Syssojew (7.)                     | Olga Sausailowa (23.)                     |
| BG-Weltmeisterschaft Vancouver 2008 | Iwan Wassilijew (10.)                  | Irina Abyssowa (26.)                      |
| BG-Weltmeisterschaft Vancouver 2008 | Dmitri Poljanski (11.)                 |                                           |
| BG-Weltmeisterschaft Vancouver 2008 | Julian Malyschew (36.)                 |                                           |
| BG-Weltmeisterschaft Hamburg 2007   | Igor Syssojew (17.)                    | Irina Abyssowa (32.)                      |
| BG-Weltmeisterschaft Hamburg 2007   | Wladimir Turbajewski (63.)             | Jewgenija Matvejewa (46.)                 |
| BG-Weltmeisterschaft Hamburg 2007   | Dmitri Poljanski (DNF)                 | Olga Sausailowa (57.)                     |
| BG-Weltmeisterschaft Hamburg 2007   | Olga Dmitrijewa (60.)                  |                                           |
| Weltmeisterschaft Lausanne 2006     | Igor Syssojew (24.)                    | Irina Abyssowa (32.)                      |
| Weltmeisterschaft Lausanne 2006     | Olga Sausailowa (37.)                  |                                           |
| Weltmeisterschaft Lausanne 2006     | Olga Dmitrijewa (59.)                  |                                           |
| Weltmeisterschaft Lausanne 2006     | Olga Generalowa (DNF)                  |                                           |
| Weltmeisterschaft Lausanne 2006     | Anastassija Poljanskaja (DNF)          |                                           |
| Weltmeisterschaft Gamagori 2005     | Igor Syssojew (31.)                    | —                                         |
| Weltmeisterschaft Madeira 2004      | Igor Syssojew (5.)                     | Olga Generalowa (24.)                     |
| Weltmeisterschaft Madeira 2004      | Iwan Wassilijew (23.)                  | Nina Anisimowa (31.)                      |
| Weltmeisterschaft Queenstown 2003   | Iwan Wassilijew (DNF)                  | —                                         |
| Weltmeisterschaft Cancun 2002       | —                                      | Nina Anisimowa (35.)                      |

## Olympische Spiele
Igor Syssojew nahm an zwei Olympischen Spielen erfolgreich teil und kann somit als bester russischer Triathlet des letzten Jahrzehnts gelten.
Seine Frau Irina Abyssowa stürzte in Peking 2008 schwer, hätte aber nach ihren Weltmeisterschaftsergebnissen ebenfalls gute Chancen gehabt.
| Jahr                                  | russische Triathleten       | russische Triathletinnen      |
| ------------------------------------- | --------------------------- | ----------------------------- |
| Olympische Spiele Rio de Janeiro 2016 | Igor Poljanski (31.)        | Alexandra Rasarjonowa (20.)   |
| Olympische Spiele Rio de Janeiro 2016 | Dmitri Poljanski (32.)      | Marija Schorez (25.)          |
| Olympische Spiele Rio de Janeiro 2016 | Alexander Brjuchankow (DNF) | Anastassija Abrossimowa (32.) |
| Olympische Spiele London 2012         | Alexander Brjuchankow (7.)  | Irina Abyssowa (13.)          |
| Olympische Spiele London 2012         | Iwan Wassiljew (13.)        | Alexandra Rasarjonowa (47.)   |
| Olympische Spiele London 2012         | Dmitri Poljanski (21.)      |                               |
| Olympische Spiele Peking 2008         | Igor Syssojew (9.)          | Olga Sausailowa (36.)         |
| Olympische Spiele Peking 2008         | Dmitri Poljanski (22.)      | Irina Abyssowa (DNF)          |
| Olympische Spiele Peking 2008         | Alexander Brjuchankow (24.) |                               |
| Olympische Spiele Athen 2004          | Igor Syssojew (15.)         | Olga Generalowa (31.)         |
| Olympische Spiele Athen 2004          | Nina Anisimowa (DNF)        |                               |
| Olympische Spiele Sydney 2000         |                             | Nina Anisimowa (12.)          |

## Trivia
Der RTV ist nicht nur einer der größten, sondern auch ein einflussreicher Triathlonverband, wie folgende Vorkommnisse belegen:
- Inna Zyhanok, eine gebürtige Ukrainerin, nahm nach ihrer Übersiedlung nach Russland ein halbes Jahr an verschiedenen ITU-Wettkämpfen trotz offenbar fehlender Staatsangehörigkeit teil, die ITU erfand für diesen Sonderfall die Staatsangehörigkeit «representing ITU», obwohl Zyhanok offenbar die Kriterien für die Staatsangehörigkeit nicht erfüllte.
- Anastassija Gorbunowa, die beim Junioren-Europacup in Tabor (31. Juli 2011) als DNS-Fall (did not start) in den offiziellen Ergebnislisten geführt wurde,[3] schien plötzlich nach dem Rennen weder in den ITU-Ergebnislisten noch in den ITU-Startlisten auf. Offenbar wurde sie von der ITU aus den offiziellen ITU Start und Result Lists getilgt, um ihr als bester russischer Juniorin doch noch die Teilnahme an der Jugend-Triathlon-EM in Lausanne (27. August 2011) zu ermöglichen. An sich sollten Triathleten, die ihre Meldung zu spät streichen lassen oder nach dem Check-In in voller Montur auf dem Startplatz erscheinen, sich aber beim Line-Up und Start aus unerklärlichen Gründen nicht melden, für 30 Tage von allen ITU-Startlisten gestrichen werden,[4] Russland hätte also auf die Teilnahme der besten Juniorin verzichten müssen.
- Ein international bedeutungsloser Wettbewerb aus der Russland-Cup-Serie in Pensa wurde, obwohl im offiziellen ETU-Kalender gar keine Wettkämpfe in Russland vorgesehen waren,[5] plötzlich zum Europacup- bzw. Junioren-Europacup (3. bzw. 2. Juli 2011) erklärt. Die teilnehmenden russischen Triathleten konnten auf diese Weise ohne internationale Konkurrenz ITU-/ETU-Punkte sammeln.